# Athénodore le Cananite
Pour les articles homonymes, voir Athénodore.
Athénodore le Cananite (en grec ancien : Ἀθηνόδωρος Κανανίτης) ou Athénodore de Tarse est un philosophe stoïcien grec du Ier siècle av. J.-C. (74 av. J.-C. - 7 ap.). 

## Biographie
Il est né à Cana, près de Tarse (aujourd'hui en Turquie), vers 74 av. J.-C. Son père se nomme Sandon. Athénodore est l'élève de Posidonios de Rhodes et un professeur d'Octave (le futur empereur Auguste), quand celui-ci est à Apollonie.
Il semble qu'en 44 av. J.-C., Athénodore suit Octave à Rome et continue à lui enseigner la philosophie stoïcienne. C'est à ce moment qu'il apprend au futur empereur l'histoire et la grammaire de la langue. Par la suite, il retourne à Tarse où il expulse le gouverneur Boéthos de Cilicie et fonde le principe d'oligarchie pro-romaine à Tarse. Il y serait mort à l'âge de 82 ans d'après Strabon. 
Athénodore est cité par Pline le Jeune, qui dit de lui qu'ayant loué une maison hantée à Athènes, il réussit à connaître l'endroit où reposaient les restes du fantôme, fit procéder aux rituels appropriés, et libéra ainsi la maison de ce maléfice.
Auguste recevant chez lui des femmes qu'il faisait introduire en litière fermée, le philosophe se substitua un jour à l'invitée et parvint à entrer ainsi jusque dans sa chambre à coucher, pour démontrer à l'empereur l'imprudence de sa conduite.  
Il mourut en l'an 7 et depuis ce temps, un sacrifice lui est dédié chaque année jusqu'à la chute du paganisme.

## Œuvres
Strabon, Cicéron et Eusèbe de Césarée le considèrent comme un grand. On a conservé de ce philosophe que quelques titres et fragments :
- étude sur les Catégories d'Aristote (travail parfois attribué à Athénodore Cordylion) ;
- histoire de Tarse ;
- étude sur les espèces, dédié à Octavia ;
- une œuvre nommée Περὶ σπουδῆς και παιδείας (Sur l'ardeur et la jeunesse) ;
- une autre œuvre nommée Περίπατοι (Discours).
- Dans son traité Sur l'Océan, il essaie comme Posidonios d'étudier dans toute son étendue la question des marées.
- Des maladies épidémiques.